# Nardus stricta
Tribu
Genre
Espèce
Classification phylogénétique
Nardus stricta, le nard raide, est une espèce de plantes herbacées de la famille des Poaceae (Graminées). C'est la seule espèce actuellement acceptée du genre Nardus.

## Étymologie
Nardus dérive de nardos, nom grec de cette plante.

## Caractéristiques
Appelée aussi poil de bouc, cette graminée est considérée comme une mauvaise herbe dans les pâtures de montagne où elle peut devenir très envahissante et remplacer peu à peu les herbes comestibles. Sa faible appétence, surtout avant le stade épiaison (faibles palatabilité, qualité nutritionnelle et digestibilité), explique son refus par le bétail  qui peut représenter jusqu'à 80 % de la productivité primaire annuelle des parcours montagnards.
Hémicryptophyte, cette xérophyte sclérophylle a une adaptation originale pour résister à la sécheresse : ses feuilles s’enroulent dès que leur teneur en eau s’abaisse en dessous de 85 %, minimum caractéristique de l'espèce.

### GenreNardus
- (fr + en) ITIS : Nardus L.
- (en) NCBI : Nardus (taxons inclus)
- (en) GRIN : genre Nardus L. (+liste d'espèces contenant des synonymes)

### EspèceNardus stricta
- (en) BioLib : Nardus stricta L.
- (en) Catalogue of Life : Nardus stricta L. (consulté le 15 décembre 2020)
- (fr + en) ITIS : Nardus stricta L.
- (en) NCBI : Nardus stricta (taxons inclus)
- (en) GRIN : espèce Nardus stricta L.
- (fr) Tela Botanica (France métro) : Nardus stricta L.
- (fr) INPN : Nardus stricta L., 1753 (TAXREF)
- (fr) Site FloreAlpes